# La Paquera de Jerez
Francisca Méndez Garrido, conocida en el mundo del arte como La Paquera de Jerez (Jerez de la Frontera, 20 de mayo de 1934-26 de abril de 2004) fue una cantaora gitana española de flamenco.

## Biografía

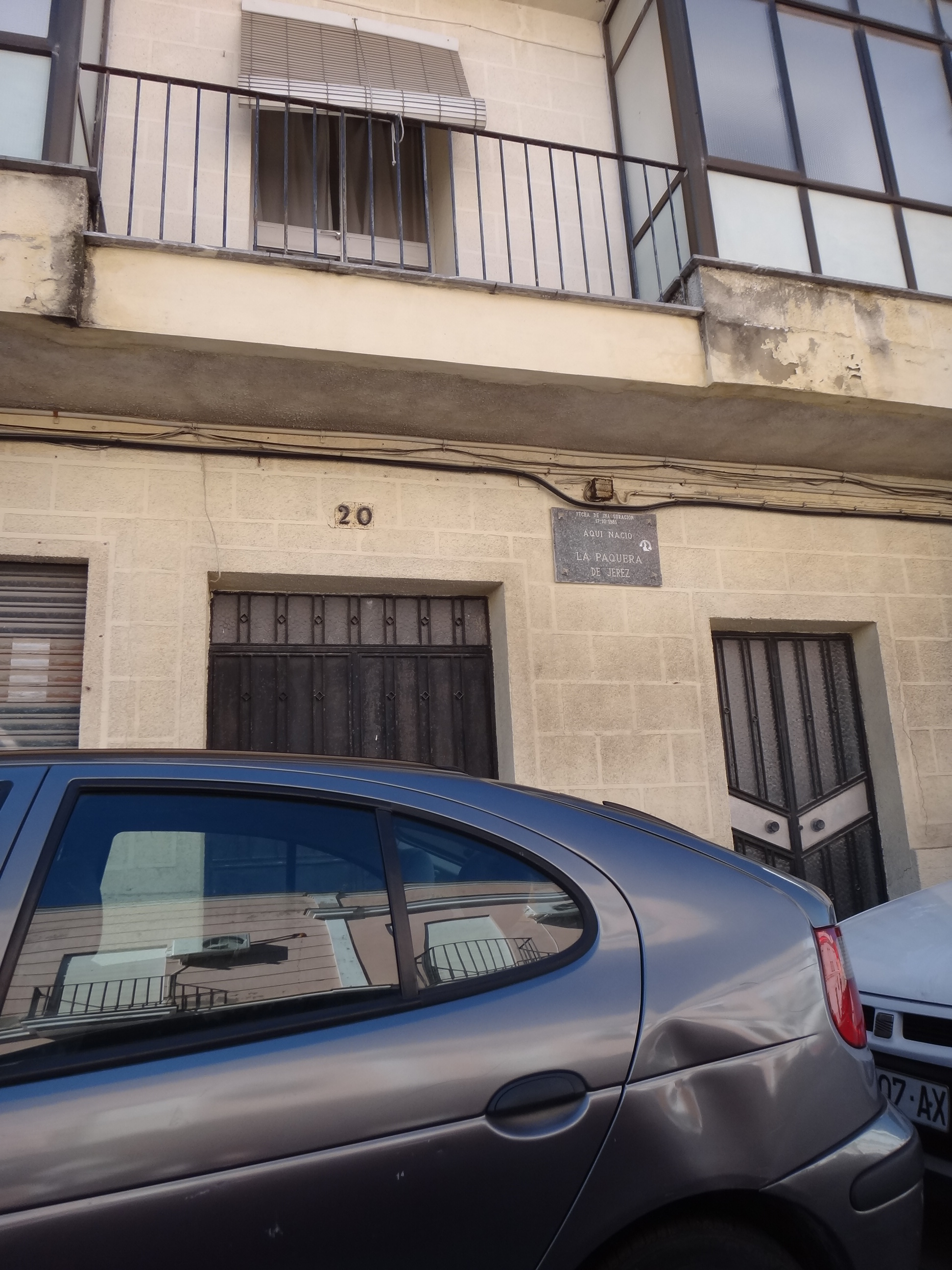
Casa donde nació, en la calle Cerrofuerte, número 20, Jerez de la Frontera.

En Jerez hay dos barrios que tradicionalmente han generado una importante cantidad de cantaores, guitarristas y bailaores flamencos: el barrio de Santiago y el barrio de San Miguel. Francisca Méndez Garrido nació y se crio en el segundo de éstos, donde la mayoría de los vecinos solían cantar bulerías, el género más característico de Jerez, aunque no fuese de manera profesional.
Francisca, hija del conocido gitano "El Rubio" y alumna del cantaor Aurelio Sellés, vivió sus primeros años en guerra y posguerra, marcados por el hambre. Sus padres no le dejaron ir a la escuela porque debía ganarse la vida en la calle, pues eran nueve hermanos y había muchas necesidades. Es por ello que decidió salir de su casa a buscarse la vida, y lo hizo a través del cante flamenco.
El origen de su nombre artístico lo encontramos en su infancia, etapa en la que su abuelo la llamaba Paquerita. Con los años, este apodo familiar evolucionó a Paquera y, desde entonces, le quedó el apodo que ella registró cuando ya era profesional como nombre artístico. Posteriormente, siguiendo la tradición flamenca de identificarse con su familia o su ciudad natal, adoptó el «de Jerez».
En los años 40 era ya muy popular en Jerez de la Frontera. Más tarde, pero siendo todavía menor de edad, comenzó con los espectáculos teatrales. Siendo muy joven, viajó a Madrid, donde comenzó a tejer su historia de cante personal.Sin embargo, su carrera profesional empezó con la bailaora Matilde Coral en una gira por Andalucía,  más concretamente en el I Festival de Primavera, que se celebró en los Reales Alcázares de Sevilla, junto con su padre y su tío Eduardo.
En 1953 grabó su primer disco (en soporte de pizarra) con bulerías y tientos. Después, el jerezano Luis Carvajal intercedió para que la Paquera firmase contrato con Philips, con cuyo sello grabaría varios discos, con Manuel y Juan Morao a las guitarras, Antonio Gallardo Molina como autor de las coplas y Nicolás Sánchez Ortega componiendo las músicas.
Antonio Gallardo conoció entonces a la Paquera, y comenzó a mandarle letras que casaban muy bien con el temperamento de la cantaora. Él ha contado cómo insistió a Francisca para que grabara otras cosas, como por ejemplo copla, no que se hiciera cupletista, porque ella no podía renunciar a su ser flamenco, pero sí que tomara el cauce que por entonces estaba marcando Manolo Caracol, quien ya era un ídolo para la jerezana. Un grave problema era que La Paquera no sabía leer, y había que enseñarle las letras a fuerza de tesón y tiempo.
El segundo disco lo grabó en 1957, con el tango Maldigo tus ojos verdes, del poeta gitano Antonio Gallardo Molina. Ese año Paquera viajó a Madrid y entró en el tablao El Corral de la Morería. En 1959 viajaría por España con su primer espectáculo: España por bulerías.
Tres semanas antes de su fallecimiento, La Paquera ingresó en la clínica, tras sufrir una subida de glucosa que se le complicó con una trombosis, motivando su estancia en la UCI. Su funeral tuvo lugar un al día siguiente en la ermita de San Telmo, en pleno barrio de San Miguel, donde, desde conocida la noticia,  las campanas ya se encontraban ensayando el temple caracolero para despedirla: «aliole anda y ole / alió / viva la madre / viva la madre que te parió».

## Carrera profesional
Sus discos sonaban en todo momento en las emisoras de radio. En el año 1957, la cantaora, cada vez más afianzada con el público, fue reclamada por el tablao El Corral de la Morería de Madrid, inaugurado poco antes y que se encontraba a la cabeza del movimiento jondo. En él, la Paquera de Jerez fue afirmando su estilo extraordinario, asentando su voz en una enorme capacidad tímbrica, que subrayaba con sus golpes en el pecho y sus salidas fuera de micrófono para decir unos fandangos que ponían los vellos de punta a público.
La Paquera vivía solo para el cante desde muy joven. Nunca se casó, y al preguntarle si no hubiera querido tener hijos, respondía que había echado de menos tener hijos, pero su historia era que su padre era pescadero y pasaban muchas fatigas, ya que eran muchos hermanos. Empezó a cantar y eso ha hecho toda su vida.
En las últimas décadas de su carrera, desde 1969, le acompañaba a la guitarra Parrilla de Jerez, formando los dos una pareja extraordinaria. Se mostraba satisfecha de su carrera profesional y se sentía  muy respetada y orgullosa. Sobre todo porque se le empezó a dar más categoría al flamenco.
En 2002 se animó a ir por fin a Japón de la mano de Yoko Komatsubara, donde fue recibida como una verdadera figura. La gira incluyó cuatro exitosas actuaciones. Una anécdota de la que La Paquera se sentía muy orgullosa es que el primer ministro japonés, fue a saludarla, le dio un beso y comenzó a llorar. Esto le hizo vislumbrar que el flamenco se podía comprender en cualquier sitio del mundo.
La Paquera y las bulerías
La bulería es uno de los palos flamencos más versátil y complejo. La intervención de Francisca Méndez Garrido, "La Paquera de Jerez", provocó un fuerte impacto en la bulería. Esta cantaora ha cantado por prácticamente todos los palos flamencos, y más los estilos jondos jerezanos como son genuinamente la toná, la seguiriya, la soleá, los fandangos, los tientos, los tangos y las bulerías, pero es en el último de estos palos, las bulerías, que sobresale a todos. A La Paquera le llaman "la reina de la bulería" porque destaca precisamente en ese estilo jerezano. Con su arrolladora y firme personalidad flamenca, ha aportado a las bulerías de su tierra natal una gran riqueza de matices valiosos y nuevos en su contexto formal y rítmico.
La bulería, pues, es la carta de naturaleza flamenca y artística de La Paquera de Jerez. Desde su niñez la hizo suya y ha sido siempre su cante emblemático.

## Cante y acompañamiento

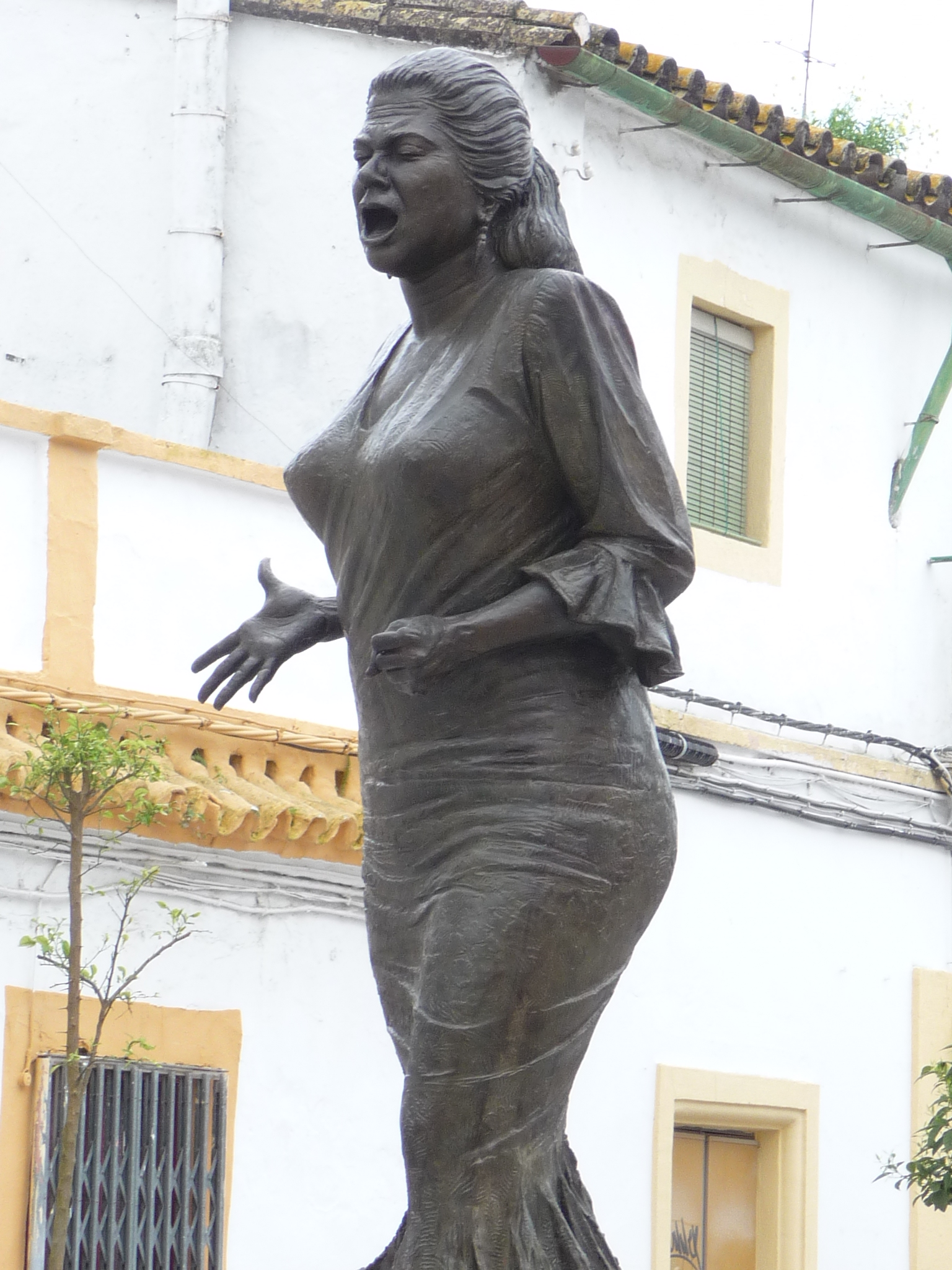
Monumento en la plazuela de La Yedra (barrio de San Miguel, Jerez).

Cantó todos los palos (excepto las peteneras, por eso del «mal fario»),[cita requerida]  destacando en los fandangos y las bulerías. En cuanto a su acompañamiento solía ser nutrido y festero: una o más guitarras, palmeros y jaleadores, y en ocasiones piano y algún violín. A pesar de su estilo alegre, directo y popular, su cante siempre fue jondo. También gustaba, en los grandes espectáculos, de cantar a palo seco, y acercándose al público, dejaba el micrófono y le cantaba a viva voz con toda la potencia de su garganta privilegiada. 
Cantó junto a grandes figuras del cante como Camarón de la Isla, Fernanda y Bernarda de Utrera, La Perla de Cádiz, Manolo Caracol, Lola Flores y El Pescaílla, Tia Juana la del Pipa, Maria Solea, Rafael Farina, Chano Lobato, Matilde Coral, Farruco, Chocolate o Juanito Maravilla. Entre los guitarristas que la acompañaron, deben citarse: Manuel Morao, Juan Morao, Paco Cepero, Juanito Serrano, Manolo Sanlúcar y Parrilla de Jerez.

### Tablaos y espectáculos
- 1957: Tablao El Corral de la Morería. Tablao Los Canasteros, Madrid.
- 1959: España por bulerías, su primer espectáculo, gira por España.
- 1960: Arte español, York Club (sala de fiestas de Madrid).
- 1961: Alegrías de Andalucía, Teatro Cómico de Madrid. Así se canta en Jerez, gira por varias ciudades de España.
- 1961: Carrusel de canciones, Circo Price.
- 1962: Tablao Torres Bermejas, Madrid. Ronda de canciones, Madrid y gira por España.
- 1963: Tablao Las Brujas, Madrid.
- 1965: Bronce y solera y Embrujo y tronío, 1968 y 1970: Tablao Los Gallos, Sevilla.
- 1972, Tablao Los Canasteros, Madrid
- 1976, Tablao La Trocha, Sevilla.
- 1978: Embrujo y tronío, espectáculo renovado.
- Desde 1980 sus actuaciones se centraron en festivales locales y peñas flamencas como la Bienal de Arte Flamenco Ciudad de Sevilla y en la III Cumbre Flamenca de Madrid, en 1986.

Aunque su actividad artística disminuyó con la edad, siguió cantando hasta poco antes de su muerte.

### Discografía
Su obra grabada es amplia, dispersa y desorganizada en cuanto a sus ediciones. Sus títulos más divulgados son los siguientes:
- La Paquera de Jerez (26 volúmenes)
- La Paquera de Jerez canta
- Saetas de La Paquera de Jerez
- La Paquera canta villancicos
- Esto nuestro
- La maestría flamenca de La Paquera de Jerez (2 volúmenes)
- Antología de la Canción Española
- Premio Nacional «Niña de los Peines»
- La Paquera por sevillanas
- Una flamenca de tronío
- La Paquera de Jerez por bulerías
- Fandangos

### Apariciones en cine y televisión, como cantaora
- Los duendes de Andalucía, película de Ana Mariscal, 1965.
- Rito y geografía del cante, programa de flamenco de TVE, 1971 a 1973.
- Sevillanas, película de Carlos Saura, 1994.
- Flamenco, film de 1995 de Carlos Saura.
- Vengo, película de Toni Gatlif, 2000.
- Por oriente sale el sol, documental sobre su viaje a Japón, dirigido por Fernando González-Caballos, 2003.

## Premios y reconocimientos

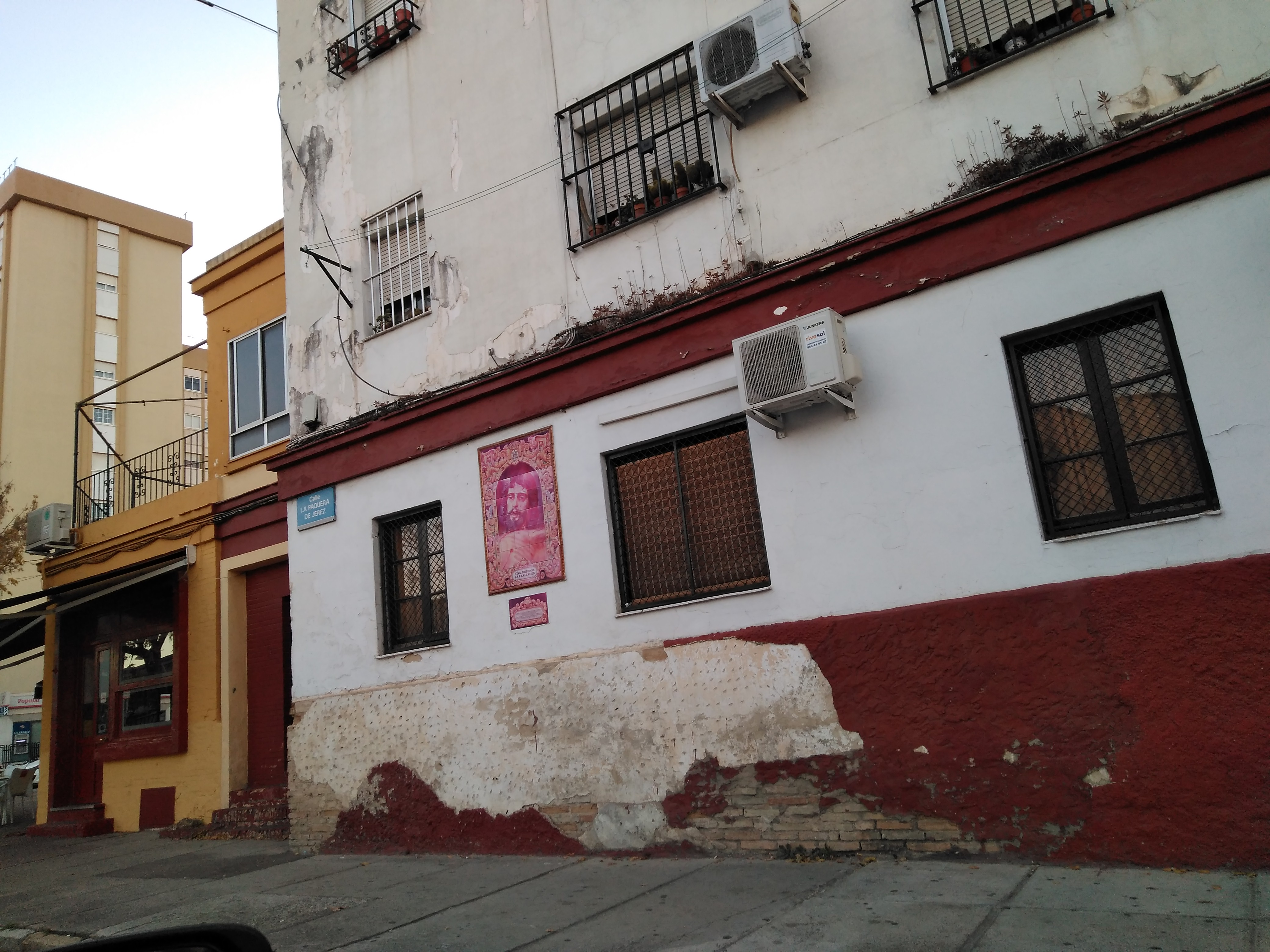
Calle con su nombre

- Nominación Popular del diario Pueblo.
- Premio Niña de los Peines, Concurso Nacional de Arte Flamenco, 1971.
- Proclamación Reina de la Bulería, Jerez de la Frontera.
- Copa de Jerez, Cátedra de Flamencología
- Premio Nacional de Cante, 1980.
- En 2003 recibió el premio El Compás del Cante, otorgado por la Fundación Cruz Campo.[7]
- Medalla de Oro al Mérito en las Bellas Artes, 2004, a título póstumo.
- Monumento de Sebastián Santos en Jerez.[8][9]
- Calle con su nombre en Jerez.